# Campionati africani di atletica leggera 2018 - 400 metri ostacoli maschili
La specialità dei 400 metri ostacoli maschili ai campionati africani di atletica leggera di Asaba 2018 si è svolta il 2 e 3 agosto allo Stadio Stephen Keshi.

## Risultati

### Batterie
Qualificazione: i primi 3 di ogni batteria (Q) ed i 2 tempi più veloci degli esclusi (q) si qualificano in finale.
| Class | Gruppo | Nome                  | Nazione      | Tempo | Note |
| ----- | ------ | --------------------- | ------------ | ----- | ---- |
| 1     | 1      | Aron Koech            | Kenya        | 49.77 | Q    |
| 2     | 2      | Cornel Fredericks     | Sudafrica    | 49.84 | Q    |
| 3     | 2      | Nicholas Bett         | Kenya        | 49.88 | Q    |
| 4     | 2      | Abdelmalik Lahoulou   | Algeria      | 50.22 | Q    |
| 5     | 2      | William Mbevi Mutunga | Kenya        | 50.31 | q    |
| 6     | 1      | Zied Azizi            | Tunisia      | 50.59 | Q    |
| 7     | 1      | Le Roux Hamman        | Sudafrica    | 50.68 | Q    |
| 8     | 1      | Saber Boukemouche     | Algeria      | 51.00 | q    |
| 9     | 2      | Henry Okorie          | Nigeria      | 51.51 |      |
| 10    | 1      | Johannes Maritz       | Namibia      | 51.60 |      |
| 11    | 1      | Rilwan Alowonle       | Nigeria      | 51.97 |      |
| 12    | 2      | Ned Azemia            | Seychelles   | 52.01 |      |
| 13    | 2      | Jordin Andrade        | Capo Verde   | 52.28 |      |
| 14    | 2      | Gadisa Bayu           | Etiopia      | 52.40 |      |
| 15    | 1      | Abu Elsid Yasir Ahmed | Sudan        | 53.31 |      |
| N.D.  | 2      | Kurt Couto            | Mozambico    | dnf   |      |
| N.D.  | 1      | Bienvenu Sawadogo     | Burkina Faso | dns   |      |

### Finale
| Class   | Corsia | Atleta                | Nazione   | Tempo | Note             |
| ------- | ------ | --------------------- | --------- | ----- | ---------------- |
| Oro     | 7      | Abdelmalik Lahoulou   | Algeria   | 48.47 | Record nazionale |
| Argento | 3      | Cornel Fredericks     | Sudafrica | 49.40 |                  |
| Bronzo  | 4      | Zied Azizi            | Tunisia   | 49.48 |                  |
| 4       | 5      | Aron Koech            | Kenya     | 49.94 |                  |
| 5       | 8      | Le Roux Hamman        | Sudafrica | 50.53 |                  |
| 6       | 1      | William Mbevi Mutunga | Kenya     | 52.61 |                  |
| N.D.    | 2      | Nicholas Bett         | Kenya     | dnf   |                  |
| N.D.    | 6      | Saber Boukemouche     | Algeria   | dns   |                  |